# Steps
A Steps angol dance-pop együttes, amelyet Lee Latchford-Evans, Claire Richards, Lisa Scott-Lee, Faye Tozer és Ian "H" Watkins alkot. 1997-ben alakultak Londonban. Több, mint 200 millió lemezt adtak el világszerte. 1999-ben elnyerték a BRIT-díjat, ugyanebben az évben Britney Spears-szel is turnéztak. 2001-ben feloszlottak, mivel Richards és Watkins kiléptek az együttesből.
2011-ben újból összeálltak egy négyrészes dokumentumfilm alkalmából. Ugyanebben az évben megjelent második válogatáslemezük. A dokumentumfilm második része 2012 áprilisában jelent meg. 2012. szeptember 24-én Light Up the World címmel megjelent a negyedik nagylemezük. Ezt követően karácsonyi turnéra indultak. 2017. január 1-jén újból összeálltak huszadik évfordulójuk ünneplése alkalmából, ugyanezen év áprilisában pedig megjelent az ötödik stúdióalbumuk Tears on the Dancefloor címmel.
Hatodik nagylemezük 2020. november 27-én került a boltok polcaira.

## Diszkográfia
- Step One (1998)
- Steptacular (1999)
- Buzz (2000)
- Light Up the World (2012)
- Tears on the Dancefloor (2017)
- What the Future Holds (2020)
- What the Future Holds Pt. 2 (2021)

## Turnék
- Step One Tour (1999)
- Next Step Tour (1999)
- Steptacular Tour (2000)
- Steps into Christmas (2000)
- Gold Tour (2001)
- The Ultimate Tour (2012)
- Christmas with Steps (2012)
- Party on the Dancefloor Tour (2017)
- Summer of Steps Tour (2018)
- What the Future Holds Tour (2021)
- 25th Anniversary Summer Tour (2022)

### Nyitó fellépőként
- ...Baby One More Time Tour (Britney Spears előzenekara, 1999)